# Ostruháček švestkový
Ostruháček švestkový (Satyrium pruni) je druh denního motýla z čeledi modráskovitých (Lycaenidae). Rozpětí jeho křídel je 28 až 30 mm. Tmavohnědí samci mají na předních křídlech voničkovou skvrnu a na zadních křídlech matné oranžové příkrajní skvrny. Větší samice mají tmavohnědé zbarvení s oranžovým nádechem a oranžové příkrajní skvrny i na spodní polovině předních křídel. Rub křídel je u obou pohlaví zlatohnědý s bílou páskou. Na rubu zadních křídel je dobře patrná oranžová příkrajní páska s černými skvrnami, které jsou bíle lemované. Na spodní straně zadních křídel je krátká ostruha.

## Výskyt

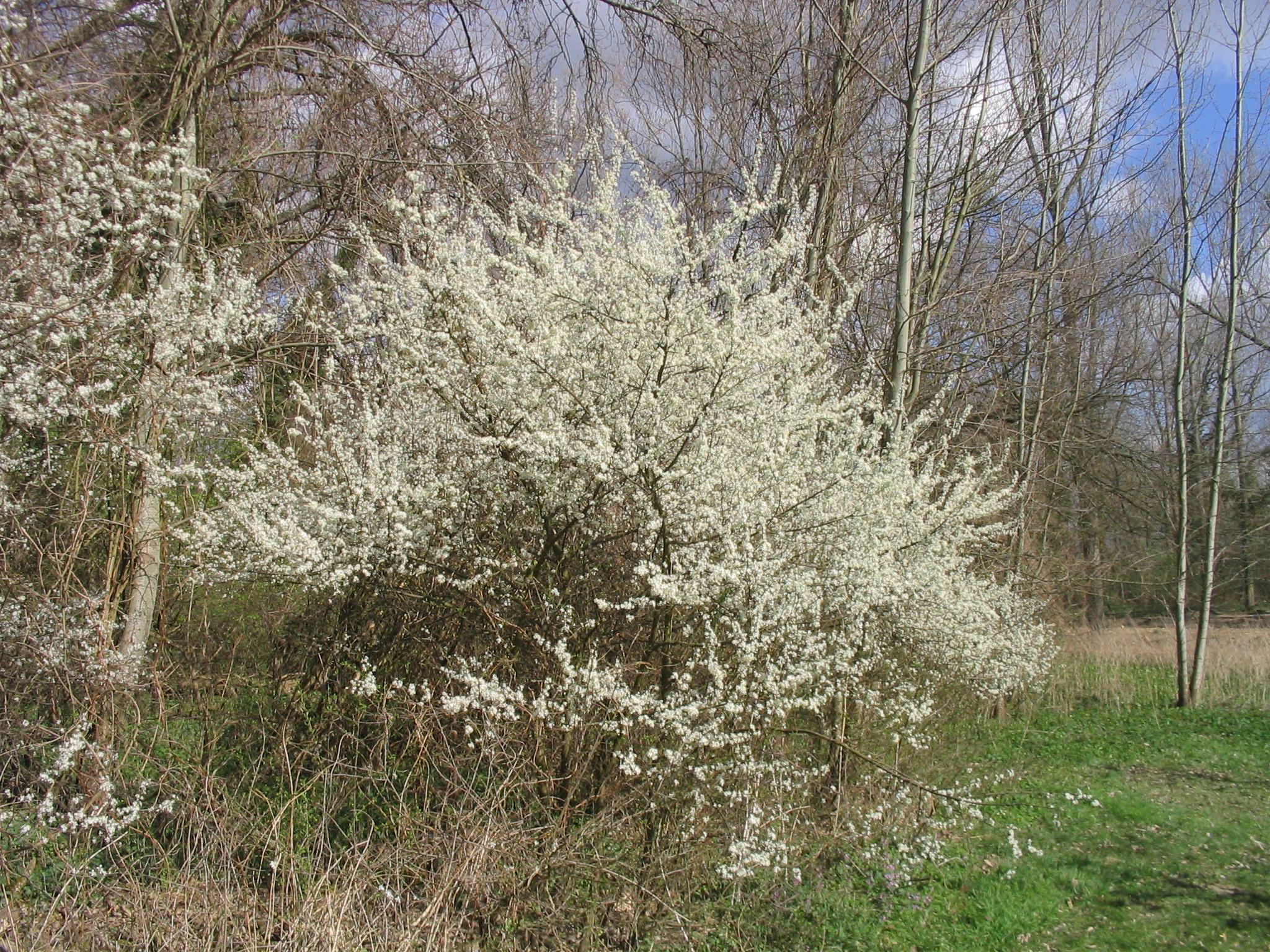
Rozkvetlá trnka obecná

Motýl je rozšířený od Pyrenejí přes Francii, střední a východní Evropu dále na východ (jižní Sibiř a Mongolsko) až po Japonsko. Jeho populace žijí i na jihu Švédska. V České republice se vyskytuje lokálně v nižších a středních polohách. Chybí v horských oblastech (Sudetská pohoří) a na velké části Českomoravské vrchoviny. Obývá meze, polní cesty a stráně s porosty trnek, zahrady a švestkové sady.

## Chování a vývoj
Živnými rostlinami ostruháčka švestkového jsou především trnka obecná (Prunus spinosa) a v menší míře také slivoň švestka (Prunus domestica). Samice klade vajíčka do úžlabí větviček starších keřů a stromů. Housenky, které se líhnou před rozkvětem živných rostlin, se živí zprvu květními pupeny a květy, později přijímají i mladé listy. Kuklí se po odkvětu na větvičkách živných rostlin. Motýl je jednogenerační (monovoltinní) a jeho letová perioda je od konce května do počátku července. Přezimuje housenka ve vaječném obalu.

## Ochrana a ohrožení
V České republice není tento druh ostruháčka ohrožen.